# Landevejs-Gøgleren
Landevejs-Gøgleren (originaltitel: A Roadside Impresario) er en amerikansk stumfilm fra 1917 af Donald Crisp.

## Medvirkende
- George Beban som Giuseppe Franchini
- Jose Melville som Francesca Franchini
- Julia Faye som Adelaide Vandergrift
- Harry De Vere som J. Stewart Vandergrift
- Harrison Ford som Craig Winton